# Skriket och tystnaden
Skriket och tystnaden är en diktsamling av Werner Aspenström, utgiven 1946 av Bonniers Förlag. Det var Aspenströms andra diktsamling och innebar hans genombrott.

## Dikterna
Många av dikterna är typiska för fyrtiotalismens lyrik, präglad av den ångest och oro som upplevelserna under andra världskriget innebar, som i dikten Skriket, vilken avslutas med raderna:
| ” | Skrik människa din ångest ut i natten Skrik varg som jagar över snöfälten Skrik råtta i ditt bo i gräset | „ |

Men här finns också flera dikter som pekar fram mot den naturlyrik och de vardagliga iakttagelser som senare skulle bli så typisk för Aspenströms diktning, till exempel i Denna soltöckniga dag:
| ” | Denna soltöckniga dag då vallmo och riddarsporre blommar och luften nästan löpnar av surrande bin vem vill fly ur sommarens trollkrets eller neka när hagen öppnar sin grind? | „ |

## Mottagande
I en recension av flera nyutgivna diktsamlingar i Bonniers litterära magasin 1946 skrev Olof Lagercrantz, efter att ha uttryckt reservationer mot pessimismen och symbolspråket i den unga modernistiska dikten, uppskattande om Skriket och tystnaden. Lagercrantz menade att samlingen "betecknar ett avgörande framsteg" för Aspenström; "Hans vers har blivit mer koncentrerad och fastare i konturerna" och "det finns i hans samling en rad intensivt upplevda och vackert gestaltade dikter, som gör att man måste sätta honom bland de främsta bland de yngre."